# Carrozzeria Scaglietti
Carrozzeria Scaglietti (італійська вимова: [karrottseˈriːa skaʎˈʎetti]) — італійська дизайнерська компанія з проєктування автомобілів і автомобільних кузовів, що діяла у 1950-х роках. Її заснував Серджіо Скальєтті у 1951 році як підприємство з ремонту автомобілів та розташовувалось воно через дорогу від будівель компанії Ferrari в Маранелло поблизу Модени (Італія).

## Історична довідка
Скальєтті завоював довіру та повагу Енцо Феррарі завдяки своїм кузовним та дизайнерським навичкам, а також тим, що надав притулок молодому Діно Феррарі. Їхні професійні стосунки почалися, коли наприкінці 1940-х років Ferrari попросила Скальєтті відремонтувати та модифікувати кузов гоночних автомобілів, за чим незабаром на початку 1950-х років надійшли замовлення на повні кузови автомобілів. Скальєтті та Діно Феррарі розробили 166 MM, серійний номер 0050M, перший Ferrari, який мав виступ «підголовник». Згодом цю функцію використовували на більшості гоночних Ferrari 1950-х і 1960-х років. Ідея спочатку була зневажена Енцо, але підтримана Діно, і дизайн 0050M став загальним успіхом. Автомобіль став прототипом для лінійки Monza.
У середині 1950-х років Scaglietti став Carrozzeria вибором Ferrari для перегонів. Багато спортивних гоночних прототипів були розроблені та виготовлені на їхньому підприємстві. Усі автомобілі, розроблені ексклюзивно Scaglietti, мали значок Scaglietti & C., тоді як автомобілі, виготовлені за зовнішніми дизайнами, не мали. 250 Testa Rossa 1958 року випуску компанії з понтонними крилами, натхненними Формулою-1, є одним із найвідоміших проєктів Scaglietti. Кілька найбажаніших моделей Ferrari, таких як 250 California Spyder, 250 GTO і 250 Tour de France, були побудовані Scaglietti за дизайном фірми Pininfarina.
Тепер колишній завод Scaglietti з 1975 року належить компанії Ferrari і використовується для виробництва поточної лінійки автомобілів Ferrari з алюмінієвим кузовом, включаючи моделі 488 і F12, використовуючи як сучасні, так і традиційні технології. У 2002 році спеціальний випуск моделі 456, 456M GT Scaglietti, був названий на честь Серджіо Скальєтті. Після цього у 2004 році було представлено 612 Scaglietti, автомобіль 2+2 GT (чотиримісне купе класу гран-турізмо), який випускався до 2010 року. Незважаючи на назви на честь Скальєтті, дизайн кузовів і 456-ї, і 612-ї моделі був розроблений компанією Pininfarina.

## Проєкти

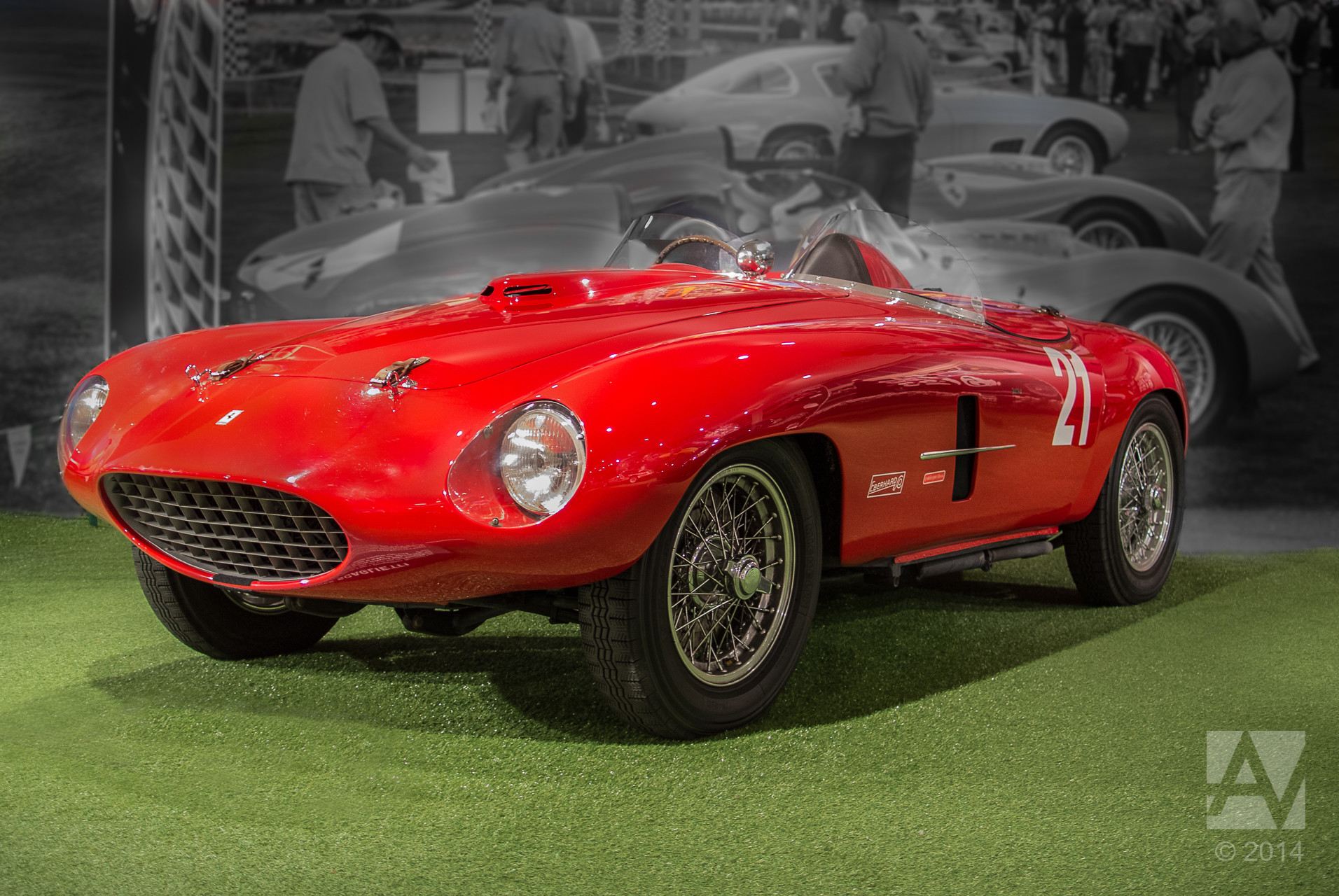
Ferrari 166 MM Scaglietti, ре дизайн від 1953 року

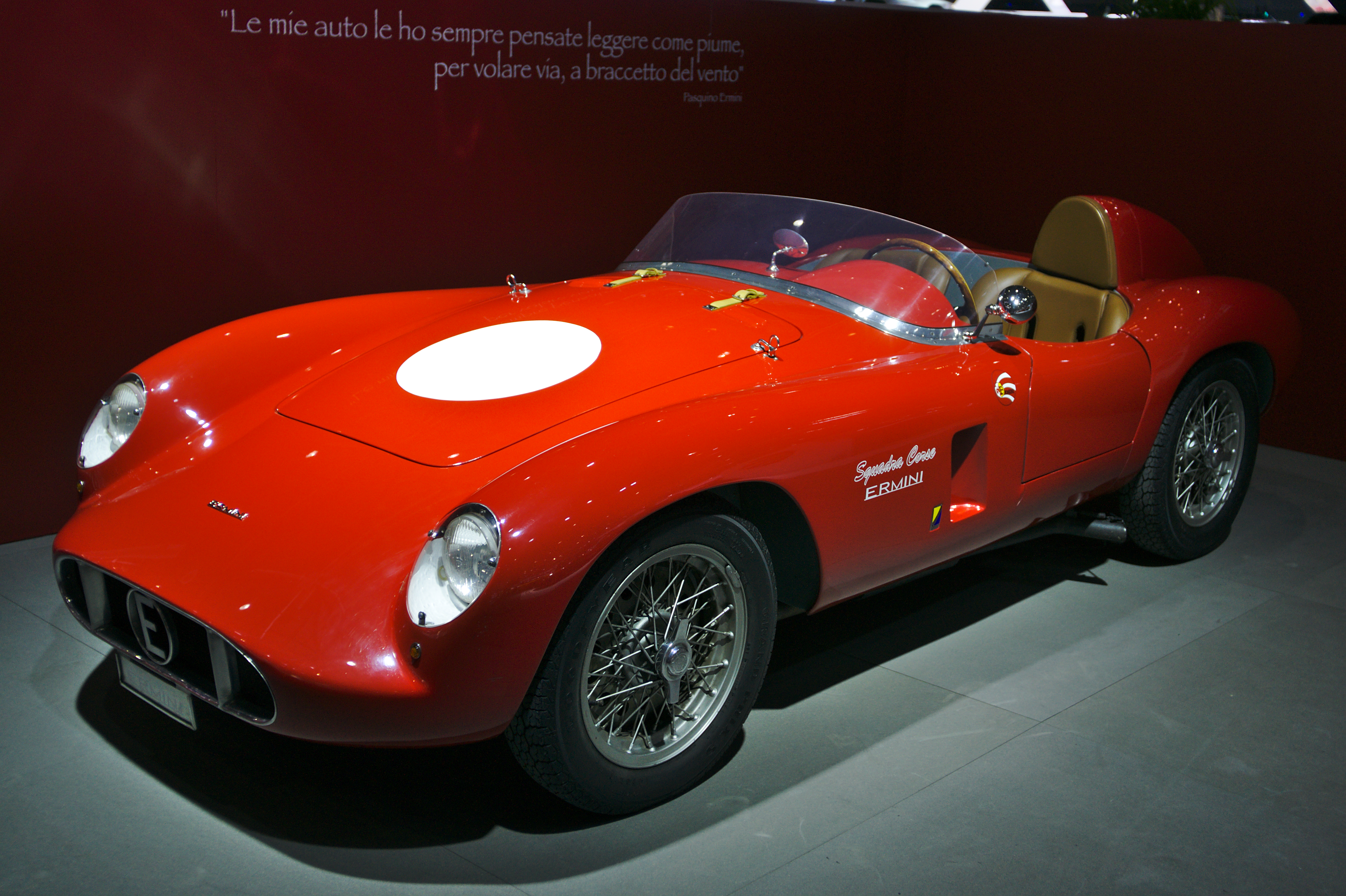
1954 Ermini 357 Sport

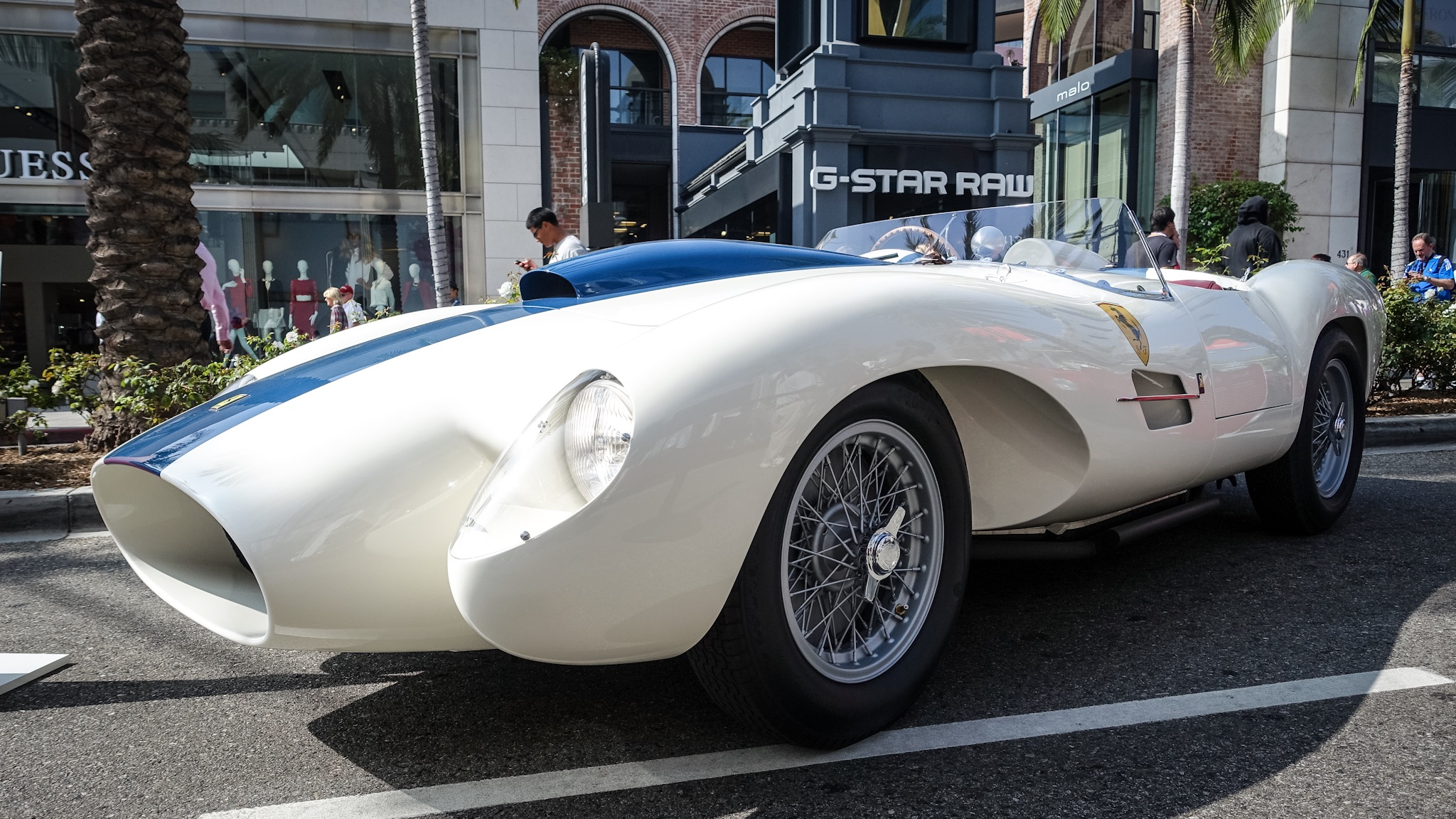
, дизайн кузова 1957 року

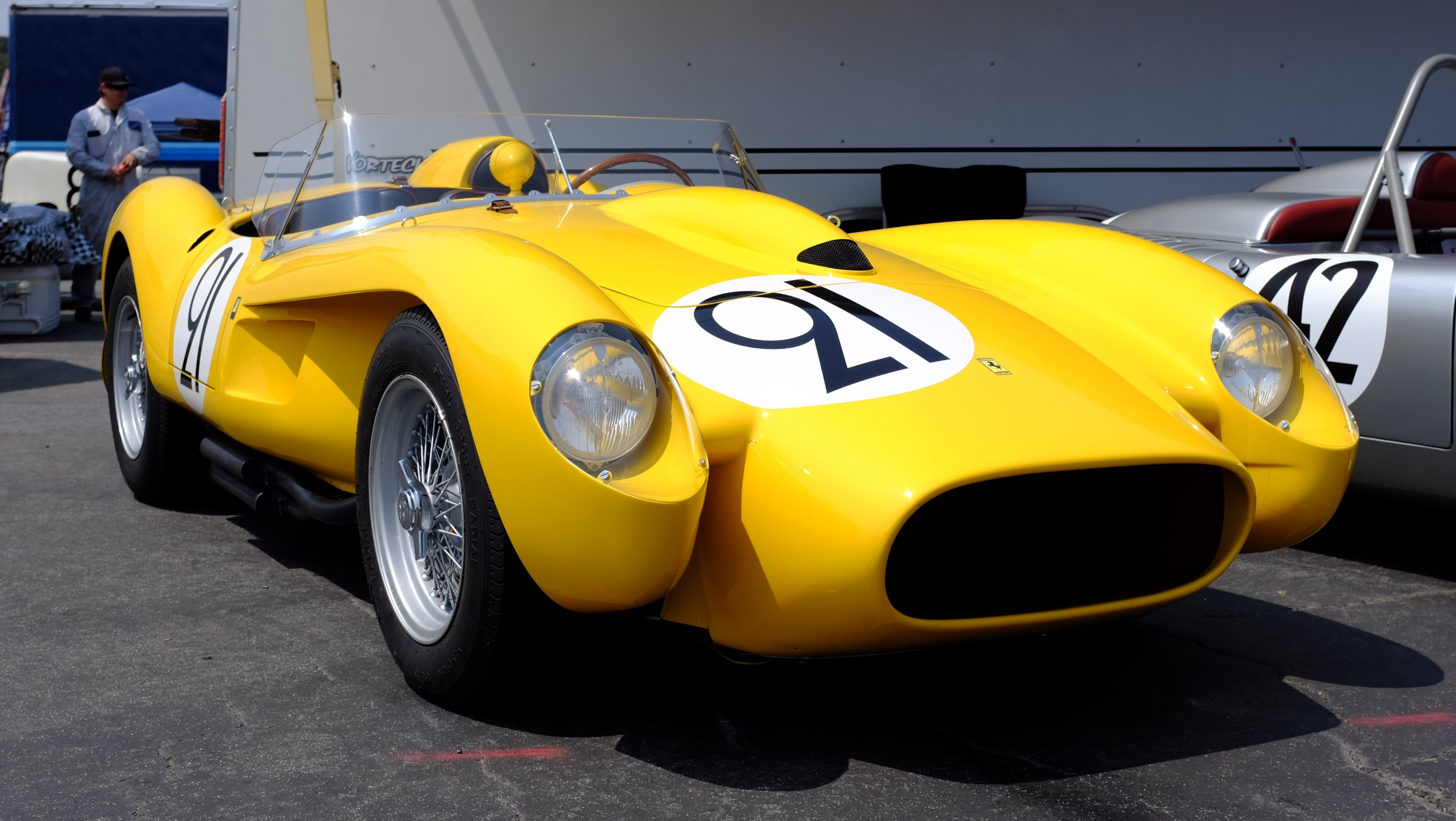
1958 Ferrari 250 TR

До авторського дизайну Scaglietti належать:
- 1950 Ferrari 340 America Barchetta (перероблено з 275 S[en] і оновлено після 1952)[4]
- 1953 Ferrari 166 MM/53 (перероблений як Scaglietti Spyder для Діно Феррарі і повторно зареєстровано під серійним номером 0050M)[5]
- 1953 Ferrari 735 S, перероблено Scaglietti з проєкту «Autodromo»[6]
- 1953 Ferrari 166 MM/53 під серійним номером 0262M, перероблений з Abarth spider[en] заміна кузова від Scaglietti була зроблена у 1954[7]
- 1953  Ferrari 500 Mondial[en], відновлений з Ferrari 625 TF[en] berlinetta для участі у 12 Hours of Casablanca[en] у грудні 1953.
- 1954 Ferrari 750 Monza[en]
- 1954 Ferrari 250 Monza[en] (один оригінальний і один, перероблений у 1957 році у формі спайдера «pontoon fender»)[8]
- 1954–5 Ermini 357 Sport
- 1955 Ferrari 410 S[en] (кузови типу «родстер» і «берлінетта»[en])[9]
- 1955 Ferrari 857 S[en]
- 1955 Ferrari 376 S[en]
- 1955 Ferrari 735 LM[en]
- 1956 Ferrari 500 TR[en]
- 1956 Ferrari 860 Monza[en]
- 1956 Ferrari 290 MM[10]
- 1957 Alfa Romeo Giulietta Sprint Veloce Scaglietti
- 1954 Ferrari 375 MM Berlinetta (s/n 0402AM)
- 1957 Ferrari 410 Superamerica купе (s/n 0671SA)[11]
- 1957 Ferrari 290 S, 315 S і 335 S
- 1957 Ferrari 250 GT California Spyder[en]
- 1958 Ferrari 250 Testa Rossa
- 1958 Ferrari 312S/412 S[en]
- 1958–9 Chevrolet Corvette Scaglietti Coupe[en][12]
- 1960 Cegga 3000S (Cegga 002/60 або Ferrari Cegga 250 TR)[13]
- 1967 Ferrari 275 GTS/4 NART Spyder[14]

Кузови виконані компанією за сторонніми проєктами:
- 1956 Ferrari 250 GT Berlinetta
- 1962 Ferrari 250 GTO
- 1963  Ferrari 250 GT Berlinetta Lusso[en]
- 1963 Ferrari 250 LM
- 1964 Ferrari 275 GTB
- 1968–74 Dino 206 & 246[en]
- 1968 Ferrari 365 GTB/4 'Daytona'